# Davide Formolo
Davide Formolo (Negrar, 25 oktober 1992) is een Italiaans wielrenner die sinds 2024 rijdt voor Movistar Team.
Formolo kreeg in 2014 een profcontract bij de Italiaanse WorldTour-ploeg Cannondale. Nadat de ploeg in 2015 fuseerde met Garmin Sharp verhuisde Formolo mee.
In 2019 werd Formolo Italiaans kampioen op de weg.

## Belangrijkste overwinningen
2015
Jongerenklassement Ronde van de Algarve
4e etappe Ronde van Italië
2019
7e etappe Ronde van Catalonië
 Italiaans kampioen op de weg, Elite
2020
3e etappe Critérium du Dauphiné
2023
Coppa Agostoni
Veneto Classic

## Resultaten in voornaamste wedstrijden
| Jaar | Ronde van Italië | Ronde van Frankrijk | Ronde van Spanje |
| ---- | ---------------- | ------------------- | ---------------- |
| 2014 |                  |                     |                  |
| 2015 | 31e (1)          |                     |                  |
| 2016 | 31e              |                     | 9e               |
| 2017 | 10e              |                     |                  |
| 2018 | 10e              |                     | 22e              |
| 2019 | 14e              |                     | opgave           |
| 2020 |                  | opgave              | opgave           |
| 2021 | 15e              | 44e                 |                  |
| 2022 | 36e              |                     |                  |
| 2023 | 30e              |                     |                  |
| 2024 |                  | 72e                 |                  |
| 2025 | 45e              |                     |                  |

| Jaar | Milaan-San Remo | Amstel Gold Race | Luik-Bast.‑Luik | Ronde van Lombardije | Waalse Pijl | Strade Bianche |  | Wereldranglijsten |
| ---- | --------------- | ---------------- | --------------- | -------------------- | ----------- | -------------- |  | ----------------- |
| 2014 |                 |                  |                 | 79e                  |             |                |  | 99e (UWT)         |
| 2015 |                 |                  | 32e             |                      | 35e         |                |  | 111e (UWT)        |
| 2016 |                 |                  |                 | opgave               |             |                |  | 49e (UWT)         |
| 2017 |                 |                  | 23e             | opgave               |             |                |  | 129e (UWT)        |
| 2018 |                 |                  | 7e              | 23e                  |             |                |  | 52e (UWT)         |
| 2019 |                 |                  | ↑               | 23e                  | 27e         |                |  | 77e (UWR)         |
| 2020 | 16e             |                  |                 |                      |             | ↑              |  | 94e (UWR)         |
| 2021 | 34e             |                  | 16e             | 69e                  |             | 24e            |  |                   |
| 2022 | opgave          |                  |                 | 28e                  |             |                |  |                   |
| 2023 |                 |                  |                 | opgave               |             | 9e             |  |                   |
| 2024 |                 | 46e              | 42e             | 64e                  | 24e         | 7e             |  |                   |
| 2025 |                 | 27e              | 79e             |                      | 16e         | 14e            |  |                   |

## Ploegen
- 2014 –  Cannondale
- 2015 –  Team Cannondale-Garmin
- 2016 –  Cannondale-Drapac Pro Cycling Team[1]
- 2017 –  Cannondale-Drapac Professional Cycling Team
- 2018 –  BORA-hansgrohe
- 2019 –  BORA-hansgrohe
- 2020 –  UAE Team Emirates
- 2021 –  UAE Team Emirates
- 2022 –  UAE Team Emirates
- 2023 –  UAE Team Emirates
- 2024 –  Movistar Team
- 2025 –  Movistar Team

Basso · Bennett · Bettiol · Bodnar · Boivin · Caruso · De Marchi · Formolo · Gatto · King · Koch · Koren · Krizek · Longo Borghini · Marangoni · Marcato · Marino · Mohorič · Moser · Ratto · Sabatini · J. Sagan · P. Sagan · Salerno · Sarmiento · Villella · Viviani · Wurf
Acevedo · van Baarle · Bauer · Bettiol · Brown · Cardoso · Danielson · Dombrowski · Formolo · Haas · Hesjedal · Howes · T.King · B.King · Koren · Langeveld · Marangoni · Martin · Mohorič · Moser · Navardauskas · Norman Hansen · Skjerping · Slagter · Talansky · Villella · Zepuntke · Bovenhuis (stagiair) · Mullen (stagiair)
van Baarle · Bauer · Bettiol · Bevin · Breschel · Brown · Cardoso · Clarke · Craddock · Dombrowski · Formolo · Gaimon · Howes · King · Koren · Langeveld · Marangoni · Moser · Mullen · Navardauskas · Rolland · Skjerping · Skujiņš · Slagter · Talansky · Urán · Villella · Wippert · Woods · Zepuntke · Dibben (stagiair)
van Baarle · Bettiol · Bevin · Brown · Canty · Carthy · S. Clarke · W. Clarke · Craddock · Dombrowski · Formolo · Howes · Koren · Langeveld · Mullen · Phinney · Rolland · Scully · Skujiņš · Slagter · Talansky · Urán · Van Asbroeck · Vanmarcke · Villella · Wippert · Woods · Monk (stagiair)
Ackermann · Baška · Benedetti · Bennett · Bodnar · Buchmann · Burghardt · Formolo · Großschartner · Kennaugh · Kolář · König · Konrad · Majka · McCarthy · Mühlberger · Oss · Pelucchi · Pfingsten · Poljański · Pöstlberger · J. Sagan · P. Sagan  · Saramotins · Schillinger · Schwarzmann · Selig
Ackermann · Baška · Benedetti · Bennett · Bodnar · Buchmann · Burghardt · Drucker · Formolo · Gatto · Großschartner · Kennaugh · König · Konrad · Majka · McCarthy · Mühlberger · Oss · Pfingsten · Poljański · Pöstlberger · J. Sagan · P. Sagan · Schachmann · Schillinger · Schwarzmann · Selig
Ardila · Aru · Bjerg · Bohli · Bystrøm · Conti · Costa · Covi · De la Cruz · Dombrowski · Formolo · Gaviria · Henao · Kristoff · Laengen · Marcato · McNulty · Mirza · Molano · Muñoz · I. Oliveira · R. Oliveira · Philipsen · Pogačar · Polanc · Ravasi · Raboesjenka · Richeze · Troia · Ulissi
Ardila · Ayuso (vanaf 15 juni) · Bjerg · Bystrøm · Conti · Costa · Covi · De la Cruz · Dombrowski · Fisher-Black (vanaf 14 juli) · Formolo · Gaviria · Gibbons · Hirschi · Kristoff · Laengen · Majka · Marcato · McNulty · Mirza · Molano · Muñoz · I. Oliveira · R. Oliveira · Pogačar · Polanc · Raboesjenka · Richeze · Trentin · Troia · Ulissi· Groß (stagiair)
Ackermann · Almeida · Ardila · Ayuso · Bennett · Bjerg · Brunel (tot 2/6) · Costa · Covi · Fisher-Black · Formolo · Gaviria · Gibbons · Groß · Hirschi · Hodeg · Laengen · Majka · McNulty · Mirza · Molano · I. Oliveira · R. Oliveira · Pogačar · Polanc · Richeze · Soler · Suter · Trentin · Troia · Ulissi · Andersen (stagiair) · Kluckers (stagiair) · Knight (stagiair)
Ackermann · Almeida · Ayuso · Bax · Bennett · Bjerg · Christen (vanaf 1/8) · Covi · Fisher-Black · Formolo · Gibbons · Groß · Großschartner · Hirschi · Hodeg · Laengen · Majka · McNulty · Molano · Novak · I. Oliveira · R. Oliveira · Pogačar · Polanc (tot 15/5) ·  Soler · Trentin · Ulissi · Vine · Vink · Wellens · Yates · Glivar (stagiair)
Aranburu · Arcas · Barrenetxea · Barta · Canal · Cavagna · Cimolai · Formolo · García · Gaviria · Guerreiro · Jacobs · Lazkano · Mas · Milesi · Moro · Mühlberger · Norsgaard · Oliveira · Pedrero · Quintana · Rangel Costa (tot 19/8) · Romeo · Romo · Rubio · Samitier · Serrano · Sosa · Torres